# Scott Caan
Scott Andrew Caan (Los Angeles, 23 de agosto de 1976) é um ator norte-americano. 
Filho do célebre ator James Caan e Sheila Ryan, tem três irmãos mais novos, Alexander, James Arthur e Jacob Nicholas, e uma irmã mais velha, Tara Caan.
Scott Caan interpreta o detetive Danny Williams em Hawai 5-0.

## Filmografia
| Ano         | Filme                       | Papel             |
| ----------- | --------------------------- | ----------------- |
| 1995        | A Boy Called Hate           | Hate              |
| 1997        | Nowhere                     | Duckey            |
| 1998        | Enemy of the State          | Jones             |
| 1999        | Varsity Blues               | Charlie Tweeder   |
| 1999        | Black and White             | Scotty            |
| 1999        | Saturn/Speed of Life        | Drew              |
| 2000        | Boiler Room                 | Richie O'Flaherty |
| 2000        | Gone in Sixty Seconds       | Tumbler           |
| 2000        | Ready to Rumble             | Sean Dawkins      |
| 2001        | American Outlaws            | Cole Younger      |
| 2001        | Novocaine                   | Duane Ivey        |
| 2001        | Ocean's Eleven              | Turk Malloy       |
| 2003        | Dallas 362                  | Dallas            |
| 2004        | Ocean's Twelve              | Turk Malloy       |
| 2005        | Into the Blue               | Bryce             |
| 2006        | Friends with Money          | Mike              |
| 2006        | The Dog Problem             | Casper            |
| 2006        | Lonely Hearts               | Detetive Reilly   |
| 2007        | Ocean's Thirteen            | Turk Malloy       |
| 2007        | Brooklyn Rules              | Carmine           |
| 2008        | Meet Dave                   | Oficial Dooley    |
| 2010 - 2020 | Havaii Five-0               | Danny Williams    |
| 2017        | NCIS: Los Angeles           | Danny Williams    |
| 2023–2025   | Alert: Missing Persons Unit | Nikki Parker      |